# Sebastian Arcelus
Sebastian Carlos Arcelus (ur. 5 listopada 1976 w Nowym Jorku) – amerykański aktor teatralny, filmowy, telewizyjny i głosowy. Mąż aktorki i śpiewaczki Stephanie J. Block.

## Życiorys
Ze strony matki jest pochodzenia włoskiego, greckiego, serbskiego i rosyjskiego; rodzina jego ojca pochodzi z Urugwaju. Ukończył nauki polityczne w Williams College, zawodowo zajął się jednak aktorstwem. Na Broadwayu debiutował w musicalu Rent, wystąpił również w musicalach Wicked, Elf, Good Vibrations z muzyką The Beach Boys, a także w Jersey Boys, wcielając się w postać Boba Gaudio. W 2013 zagrał Jake’a Brigance’a w dramacie A Time To Kill wystawianym w John Golden Theatre. Pojawiał się również w produkcjach off-broadwayowskich: Happiness i The Blue Flower.
Od 2001 udzielał się jako aktor głosowy, dubbingując postacie głównie w produkcjach typu anime. W 2012 zagrał główną rolę w niezależnym dramacie The Last Day of August. W 2013 dołączył do stałej obsady serialu House of Cards, wcielając się w postać dziennikarza Lucasa Goodwina. W 2014 otrzymał drugoplanową rolę Jaya Whitmana w Madam Secretary. Gościnnie wystąpił także m.in. w dwóch odcinkach Pozostawionych.

## Filmografia
Filmy i seriale TV
- 2011: Impersonalni (serial TV)
- 2012: The Last Day of August
- 2013: House of Cards (serial TV)
- 2014: Madam Secretary (serial TV)
- 2014: Pozostawieni (serial TV)
- 2014: The Best of Me
- 2015: Ted 2[1]

Dubbing
- 2001: Król szamanów
- 2002: Samurai Deeper Kyō
- 2004: Gokusen
- 2004: Klub Winx
- 2004: Yu-Gi-Oh!
- 2007: Dinosaur King
- 2009: Turtles Forever[1]